# Lekkoatletyka na Igrzyskach Panamerykańskich 1991
Lekkoatletyka na Igrzyskach Panamerykańskich 1991 – zawody lekkoatletyczne podczas igrzysk obu Ameryk odbywały się między 3 a 11 sierpnia na Estadio Panamericano w Hawanie.

## Rezultaty
| CR – rekord igrzysk \| NR – rekord kraju      |
| AR – rekord kontynentu \| PB – rekord życiowy |

### Mężczyźni
| Konkurencja:                  | 1. miejsce                                                              | Rezultat  | 2. miejsce                                                                        | Rezultat  | 3. miejsce                                                                                            | Rezultat  |
| Bieg na 100 m                 | Robson da Silva                                                         | 10,32     | Andre Cason                                                                       | 10,35     | Jeff Williams                                                                                         | 10,48     |
| Bieg na 200 m                 | Robson da Silva                                                         | 20,15     | Kevin Little                                                                      | 20,23     | Félix Stevens                                                                                         | 20,76     |
| Bieg na 400 m                 | Roberto Hernández                                                       | 44,52     | Ian Morris                                                                        | 45,24     | Jeff Reynolds                                                                                         | 45,81     |
| Bieg na 800 m                 | Ocky Clark                                                              | 1:46,91   | Terril Davis                                                                      | 1:46,99   | Tommy Asinga                                                                                          | 1:47,24   |
| Bieg na 1500 m                | José Valente                                                            | 3:42,90   | Bill Burke                                                                        | 3:43,04   | Dan Bertoia                                                                                           | 3:43,71   |
| Bieg na 5000 m                | Arturo Barrios                                                          | 13:34,67  | Ignacio Fragoso                                                                   | 13:35,83  | Antonio Silio                                                                                         | 13:45,15  |
| Bieg na 10 000 m              | Martín Pitayo                                                           | 29:45,49  | Ángel Rodríguez                                                                   | 29:54,41  | Juan Linares                                                                                          | 30:09,58  |
| Maraton                       | Alberto Cuba                                                            | 2:19:17   | José Santana                                                                      | 2:19:29   | Radamés González                                                                                      | 2:23:05   |
| Bieg na 110 m przez płotki    | Cletus Clark                                                            | 13,71     | Alexis Sánchez                                                                    | 13,76     | Elbert Ellis                                                                                          | 13,89     |
| Bieg na 400 m przez płotki    | Eronilde de Araújo                                                      | 49,96     | McClinton Neal                                                                    | 50,05     | Torrance Zellner                                                                                      | 50,21     |
| Bieg na 3000 m z przeszkodami | Adauto Domingues                                                        | 8:36,01   | Ricardo Vera                                                                      | 8:36,83   | Juan Ramón Conde                                                                                      | 8:37,56   |
| Sztafeta 4 × 100 m            | Kuba · Jorge Aguilera · Leandro Peñalver · Félix Stevens · Joel Lamela  | 39,08     | Kanada · Everton Anderson · Mike Dwyer · Peter Ogilvie · Donovan Bailey           | 39,95     | Wyspy Dziewicze Stanów Zjednoczonych · Derry Pemberton · Neville Hodge · Keith Smith · Kevin Robinson | 41,02     |
| Sztafeta 4 × 400 m            | Kuba · Agustín Pavó · Héctor Herrera · Jorge Valentín · Lázaro Martínez | 3:01,93   | Stany Zjednoczone · Clarence Daniel · Quincy Watts · Jeff Reynolds · Gabriel Luke | 3:02,02   | Jamajka · Michael Anderson · Howard Burnett · Seymour Fagan · Patrick O’Connor                        | 3:02,12   |
| Chód na 20 km                 | Héctor Moreno                                                           | 1:24:56   | Joel Sánchez                                                                      | 1:25:45   | Marcelo Palma                                                                                         | 1:26:42   |
| Chód na 50 km                 | Carlos Mercenario                                                       | 4:03:09   | Miguel Rodríguez                                                                  | 4:04:06   | Edel Oliva                                                                                            | 4:16:27   |
| Skok wzwyż                    | Javier Sotomayor                                                        | 2,35      | Troy Kemp                                                                         | 2,32      | Hollis Conway                                                                                         | 2,32      |
| Skok o tyczce                 | Pat Manson                                                              | 5,50      | Douglas Wood                                                                      | 5,35      | Ángel García                                                                                          | 5,30      |
| Skok w dal                    | Jaime Jefferson                                                         | 8,26      | Llewellyn Starks                                                                  | 8,01      | Iván Pedroso                                                                                          | 7,96      |
| Trójskok                      | Yoelbi Quesada                                                          | 17,06     | Anísio Silva                                                                      | 16,72     | Wendell Lawrence                                                                                      | 16,69     |
| Pchnięcie kulą                | Gert Weil                                                               | 19,47     | Paul Ruiz                                                                         | 19,30     | C.J. Hunter                                                                                           | 19,08     |
| Rzut dyskiem                  | Anthony Washington                                                      | 65,04     | Roberto Moya                                                                      | 63,92     | Juan Martínez                                                                                         | 63,52     |
| Rzut młotem                   | Jim Driscoll                                                            | 72,78     | Jud Logan                                                                         | 70,32     | René Díaz                                                                                             | 68,36     |
| Rzut oszczepem                | Ramón González                                                          | 79,12     | Mike Barnett                                                                      | 77,40     | Luis Lucumí                                                                                           | 77,38     |
| Dziesięciobój                 | Pedro da Silva                                                          | 7762 pkt. | Eugenio Balanqué                                                                  | 7726 pkt. | Sheldon Blockburger                                                                                   | 7363 pkt. |

### Kobiety
| Konkurencja:               | 1. miejsce                                                                         | Rezultat  | 2. miejsce                                                                 | Rezultat  | 3. miejsce                                                                                 | Rezultat  |
| Bieg na 100 m              | Liliana Allen                                                                      | 11,39     | Chryste Gaines                                                             | 11,46     | Beverly McDonald                                                                           | 11,52     |
| Bieg na 200 m              | Liliana Allen                                                                      | 23,11     | Ximena Restrepo                                                            | 23,16     | Merlene Frazer                                                                             | 23,48     |
| Bieg na 400 m              | Ana Fidelia Quirot                                                                 | 49,61     | Ximena Restrepo                                                            | 50,14     | Jearl Miles                                                                                | 50,82     |
| Bieg na 800 m              | Ana Fidelia Quirot                                                                 | 1:58,71   | Alisa Hill                                                                 | 1:59,99   | Celeste Halliday                                                                           | 2:01,41   |
| Bieg na 1500 m             | Alisa Hill                                                                         | 4:13,12   | Letitia Vriesde                                                            | 4:16,75   | Sarah Howell                                                                               | 4:17,55   |
| Bieg na 3000 m             | Sabrina Dornhoefer                                                                 | 9:16,15   | María del Carmen Díaz                                                      | 9:19,05   | Carmem de Oliveira                                                                         | 9:19,18   |
| Bieg na 10 000 m           | María del Carmen Díaz                                                              | 34:21,13  | Lisa Harvey                                                                | 34:25,52  | María Luisa Servín                                                                         | 34:55,94  |
| Maraton                    | Olga Appell                                                                        | 2:43:36   | Maribel Durruty                                                            | 2:46:04   | Emperatriz Wilson                                                                          | 2:48:48   |
| Bieg na 100 m przez płotki | Aliuska López                                                                      | 12,99     | Odalys Adams                                                               | 13,06     | Arnita Myricks                                                                             | 13,23     |
| Bieg na 400 m przez płotki | Lency Montelier                                                                    | 57,34     | Deon Hemmings                                                              | 57,54     | Tonja Buford                                                                               | 57,81     |
| Sztafeta 4 × 100 m         | Jamajka · Cheryl-Ann Phillips · Merlene Frazer · Beverly McDonald · Dahlia Duhaney | 43,79     | Kuba · Eusebia Riquelme · Idalmis Bonne · Julia Duporty · Liliana Allen    | 44,31     | Stany Zjednoczone · Arnita Myricks · Anita Howard · LaMonda Miller · Chryste Gaines        | 44,62     |
| Sztafeta 4 × 400 m         | Stany Zjednoczone · Natasha Kaiser · Tasha Downing · Maicel Malone · Jearl Miles   | 3:24,21   | Kuba · Julia Duporty · Odalmis Limonta · Nancy McLeón · Ana Fidelia Quirot | 3:24,91   | Jamajka · Vivienne Spence-Gardner · Cathy Rattray-Williams · Sandie Richards · Inez Turner | 3:28,33   |
| Chód na 10 000 m           | Graciela Mendoza                                                                   | 46:41,56  | Debbi Lawrence                                                             | 46:51,53  | Maricela Chávez                                                                            | 47:44,73  |
| Skok wzwyż                 | Ioamnet Quintero                                                                   | 1,88      | María del Carmen García                                                    | 1,85      | Jan Wohlschlag                                                                             | 1,80      |
| Skok w dal                 | Diane Guthrie-Gresham                                                              | 6,64      | Eloína Echevarría                                                          | 6,60 w    | Julie Bright                                                                               | 6,53 w    |
| Pchnięcie kulą             | Belsy Laza                                                                         | 18,87     | Connie Price-Smith                                                         | 18,30     | Ramona Pagel                                                                               | 17,76     |
| Rzut dyskiem               | Bárbara Hechevarría                                                                | 63,50     | Hilda Ramos                                                                | 63,38     | Lacy Barnes                                                                                | 60,32     |
| Rzut oszczepem             | Dulce García                                                                       | 64,78     | Donna Mayhew                                                               | 58,44     | Herminia Bouza                                                                             | 56,70     |
| Siedmiobój                 | DeDee Nathan                                                                       | 5778 pkt. | Sharon Hanson                                                              | 5770 pkt. | Magalys García                                                                             | 5690 pkt. |

## Klasyfikacja medalowa
| Miejsce | Reprezentacja                        | Złoto | Srebro | Brąz | Razem |
| 1       | Kuba                                 | 18    | 12     | 12   | 42    |
| 2       | Stany Zjednoczone                    | 9     | 15     | 16   | 40    |
| 3       | Meksyk                               | 6     | 4      | 2    | 12    |
| 4       | Brazylia                             | 6     | 2      | 2    | 10    |
| 5       | Jamajka                              | 2     | 1      | 4    | 7     |
| 6       | Kolumbia                             | 1     | 2      | 1    | 4     |
| 7       | Chile                                | 1     | 0      | 0    | 1     |
| 8       | Kanada                               | 0     | 3      | 2    | 5     |
| 9       | Bahamy                               | 0     | 1      | 1    | 2     |
| 9       | Surinam                              | 0     | 1      | 1    | 2     |
| 11      | Trynidad i Tobago                    | 0     | 1      | 0    | 1     |
| 11      | Urugwaj                              | 0     | 1      | 0    | 1     |
| 13      | Argentyna                            | 0     | 0      | 1    | 1     |
| 13      | Wyspy Dziewicze Stanów Zjednoczonych | 0     | 0      | 1    | 1     |
| Razem   | Razem                                | 43    | 43     | 43   | 129   |